# Louis François Armand de Vignerot du Plessis

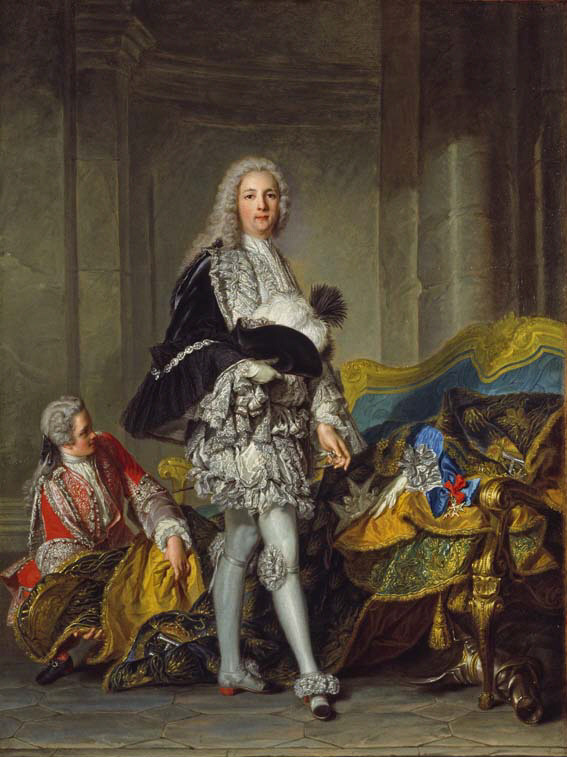
Louis-François-Armand de Vignerot du Plessis, Porträt eines unbekannten Künstlers

Louis-François-Armand de Vignerot du Plessis (* 13. März 1696 in Paris; † 8. August 1788 in Paris), seit 1715 der 3. Herzog von Richelieu, 3. Herzog von Fronsac, Fürst von Mortagne, 3. Marquis du Pont-Courlay, Graf von Cosnac, Baron von Albret, Barbezieux, Coze und Saugeon sowie Pair von Frankreich, seit 1720 Mitglied der Académie française und seit 1748 Marschall von Frankreich.

## Leben
Louis-François-Armand war der jüngste Großneffe des Kardinals Richelieu. Seine Paten waren Maria Adelaide von Savoyen und Ludwig XIV. Abgesehen von seinem Ruf als Mann von lockerer Moral zeichnete er sich – trotz einer wenig profunden Ausbildung – als Diplomat und General aus. Er war dank der Protektion der Marquise de Prie von 1725 bis 1729 Botschafter in Wien und diente im Polnischen Erbfolgekrieg 1733/34 im Rheinfeldzug. Seine eigentliche Karriere begann zehn Jahre später: 1744 wurde er Premier Gentilhomme de la Chambre du Roi. Im Österreichischen Erbfolgekrieg zeichnete er sich in der Schlacht bei Dettingen (1743) und der Schlacht bei Fontenoy (1745) aus. 1747 reiste er aus diplomatischen Gründen nach Dresden, um die kursächsische Prinzessin Maria Josepha von Sachsen als Braut des französischen Dauphins Louis nach Versailles zu begleiten.
Ein Jahr später war er an der brillanten Verteidigung Genuas beteiligt. Zu Beginn des Siebenjährigen Krieges vertrieb er 1756 die Briten durch die Eroberung der Festung San Felipe aus Menorca. 1757/58 führte er Raubzüge im Kurfürstentum Braunschweig-Lüneburg durch, mit denen er sich den Spitznamen „Petit Père de la Maraude“ erwarb. Nach den Kriegen stürzte er sich wieder in Hofintrigen, begünstigte Madame Dubarry und unterstützte seinen Neffen, den Duc d’Aiguillon. Ludwig XVI. war ihm nicht günstig gesinnt.
In seinen jungen Jahren war er dreimal in der Bastille inhaftiert: 1711 im Zusammenhang mit seinem Stiefvater, 1716 nach einem Duell, und 1719 für seine Beteiligung an Alberonis Verschwörung gegen den Regenten Philippe II. Charles de Bourbon, duc d’Orléans (→ Verschwörung von Cellamare).
Er war dreimal verheiratet: das erste Mal gegen seinen Willen mit Anne-Catherine de Noailles; das zweite Mal 1734 mit Marie Elisabeth Sophie, Mademoiselle de Guise (dank einer Intrige seines Schulkameraden Voltaire, wie der behauptete); schließlich, mit vierundachtzig Jahren, mit Jeanne Catherine Josèphe de Lavaulx aus lothringischem Adel, der Witwe eines irischen Diplomaten. Der Sohn aus der Ehe mit Elisabeth, Louis Antoine du Plessis, Herzog von Fronsac, war der Vater des späteren Premiers Armand Emmanuel du Plessis, duc de Richelieu.
Am 10. April 1756 eroberte er von den Briten die Festung Castillo de San Felipe de Menorca in Maó auf Menorca, bis diese am 28. Juni 1756 kapitulierten (siehe: Siebenjähriger Krieg#Verlauf in Europa). Menorca gehörte seitdem zu Frankreich, wechselte danach aber mehrmals die Nationalität.